# Alain Cantareil
Alain Cantareil (Marseille, 15 de agosto de 1983) é um ex-futebolista francês que atua como zagueiro.